# طغیان (فیلم)
طغیان فیلمی به کارگردانی و نویسندگی جهانگیر جهانگیری محصول سال ۱۳۶۴ است.

## خلاصه داستان
تاجر ثروتمندی به نام تیمور، که سال‌ها در اروپا زندگی می‌کرده، پس از انقلاب و با آغاز جنگ وارد کشور می‌شود فرزندش، امید، همزمان با اوج جنگ برای انجام یک معامله تجاری، به خواست پدر، به باختران می‌رود پس از بازگشت امید که تحت تأثیر بردباری و از خود گذشتگی مردم قرار گرفته تصمیم می‌گیرد به جبهه برود...

## بازیگران
- امیر قرانلو
- حسین کسبیان
- نعمت‌اله گرجی
- رضا کرم رضایی
- فیروز
- احمد بهروزی
- منوچهر افسری
- رعنا صفوی
- محمد ابهری
- رضا فدایی حسینی
- داریوش هریس
- جعفر جهانگیری
- نوری زاده
- معصومه تقی‌پور
- زرین دانش نیا
- شیرین گلکار
- ملیحه نصیری
- مریم کردبچه
- زهره امیری
- اندیشه نوری زاده
- پندار نوری زاده